# Bogard (Missouri)
Pour les articles homonymes, voir Bogard.
La ville de Bogard est située dans le comté de Carroll, dans l'État du Missouri, aux États-Unis. Sa population s’élevait à 164 habitants lors du recensement de 2010, estimée à 158 habitants en 2016.

## Source
- (en) Cet article est partiellement ou en totalité issu de l’article de Wikipédia en anglais intitulé « Bogard, Missouri » (voir la liste des auteurs).